# Fatmire Alushi
Fatmire "Lira" Alushi , nacida Bajramaij, (Istok, Yugoslavia, hoy Kosovo; 1 de abril de 1988) es una futbolista alemana de etnia albana nacida en Yugoslavia. Desde junio del año 2014 juega para el equipo Paris Saint-Germain FC.
Su familia huyó de Kosovo en 1992 a raíz de las protestas anti-burocráticas en esa región yugoslava. Llegaron a Alemania como refugiados y se radicaron en la ciudad de Remscheid. En el año 2001 todos los miembros de su familia obtuvieron la ciudadanía alemana. Desde el 1 de julio de 2007 es miembro del grupo deportivo de la Bundeswehr.
En octubre de 2009 publicó su autobiografía titulada "Mein Tor ins Leben – Vom Flüchtling zur Weltmeisterin" (Mi gol en la vida - De refugiada a campeona del mundo).
El 10 de diciembre de 2013, Fatmire Bajrama contrajo matrimonio con el futbolista internacional kosovar Enis Alushi y adoptó su apellido.

## Trayectoria deportiva
Bajramaj se unió al equipo femenino FCR 2001 Duisburg en 2004 y casi inmediatamente se convirtió en jugadora del primer equipo. Su equipo obtuvo tres años consecutivos el subcampeonato de la Bundesliga femenina. En el año 2009 el FCR 2001 Duisburg ganó la Liga de Campeones de la UEFA femenina.
En la temporada 2009/2010 fue transferida el equipo 1. FFC Turbine Potsdam con el que logró el campeonato alemán, y por segundo año consecutivo, el título de la Liga de Campeones de la UEFA femenina. El 18 de abril de 2011 se anunció su transferencia al 1. FFC Fráncfort, los archirrivales del FFC Turbine Potsdasm, lo que causó mucho malestar entre la fanaticada en Potsdam.
| Equipo                 | País     | Años        |
| ---------------------- | -------- | ----------- |
| FCR 2001 Duisburg      | Alemania | 2008 - 2009 |
| 1. FFC Turbine Potsdam | Alemania | 2009 - 2011 |
| 1. FFC Frankfurt       | Alemania | 2011 - 2014 |
| Paris Saint-Germain    | Francia  | 2014 - 2016 |

### Selección nacional
El 20 de octubre de 2005 hizo su debut con la selección femenina de fútbol de Alemania de mayores en un juego amistoso contra Escocia. En el año 2006 ganó el Campeonato Europeo Femenino Sub-19 de la UEFA con la selección juvenil alemana. El 30 de septiembre de 2007 se coronó campeona del mundo en la Copa Mundial Femenina de Fútbol de 2007 celebrada en China.
Obtuvo la medalla de bronce en los Juegos Olímpicos de Pekín 2008, donde anotó los dos goles alemanes que le dieron la victoria sobre Japón. El año siguiente se coronó campeona europea en la Eurocopa Femenina 2009.